# Pseudalosterna submetallica
Pseudalosterna submetallica là một loài bọ cánh cứng trong họ Cerambycidae.